# Atentado con bomba en la Agencia General Yugoslava de Comercio y Turismo de Sídney
El atentado con bomba en la Agencia General Yugoslava de Comercio y Turismo de Sídney :Se produjo en Haymarket, Sídney Nueva Gales del Sur, Australia el 16 de septiembre de 1972, e hirió a 16 personas.  Se alega que los autores del ataque eran separatistas croatas.

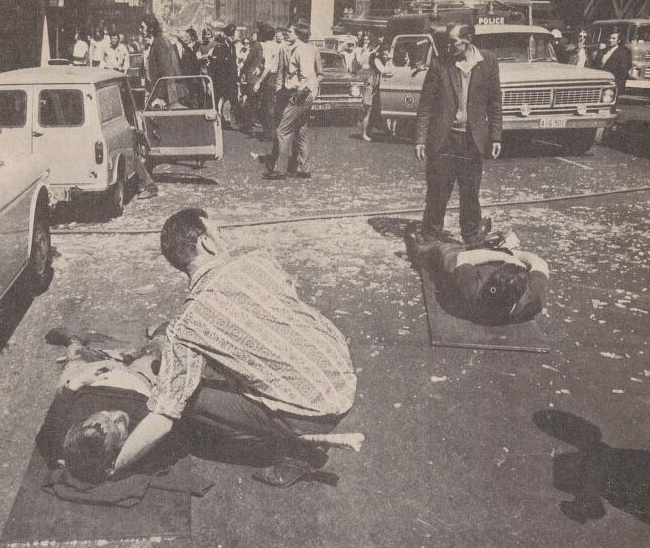
Secuelas de los atentados de septiembre de 1972 en George Street en Sídney, Australia

## Historia
El 16 de septiembre de 1972, se detonaron dos bombas en agencias de viajes yugoslavas ubicadas en el interior de Sídney. Los primeras explosiones hirieron a 16 personas, dos de ellas gravemente heridas; la segunda bomba no hirió a nadie. Los atentados supuestamente estaban relacionados con los Ustacha en Australia y con las ejecuciones de croatas con pasaporte australiano en Yugoslavia. Posteriormente, la policía de Nueva Gales del Sur allanó varias casas croatas en Sídney.

## Enlace Externo
- Esta obra contiene una traducción  derivada de «Sydney Yugoslav General Trade and Tourist Agency bombing» de Wikipedia en inglés, publicada por sus editores bajo la Licencia de documentación libre de GNU y la Licencia Creative Commons Atribución-CompartirIgual 4.0 Internacional.